# سلسلة جبال إيبيريا
سلسلة جبال إيبيريا أو سيستيما إبيريكو هي سلسلة جبلية ذات ارتفاع متوسط تقع في قلب شبه الجزيرة الإيبيرية في المنطقة الوسطى الشرقية، حيث تفصل بين أنهار عدة. تعتبر قمة جبال مونكايو أو القديس ميجيل هي الأعلى بين هذه السلسلة.